# Amphoe Chiang Khwan
Amphoe Chiang Khwan (Thai: อำเภอ เชียงขวัญ) ist ein Landkreis (Amphoe – Verwaltungs-Distrikt) in der Provinz Roi Et. Die Provinz Roi Et liegt in der Nordostregion von Thailand, dem so genannten Isan.

## Geographie
Benachbarte Landkreise (von Norden im Uhrzeigersinn): die Amphoe Pho Chai, Selaphum, Thawat Buri, Amphoe Mueang Roi Et und Amphoe Changhan der Provinz Roi Et sowie Amphoe Amphoe Rong Kham der Provinz Kalasin.

## Geschichte
Der „Zweigkreis“ (King Amphoe) Chiang Khwan wurde am 30. April 1994 aus sechs Tambon  eingerichtet, die vom Landkreis Thawat Buri abgetrennt wurden.
Am 15. Mai 2007  hatte die thailändische Regierung beschlossen, alle 81 King Amphoe in den einfachen Amphoe-Status zu erheben, um die Verwaltung zu vereinheitlichen. 
Mit der Veröffentlichung in der Royal Gazette „Issue 124 chapter 46“ vom 24. August 2007 trat dieser Beschluss offiziell in Kraft.

## Verwaltungseinheiten

### Provinzverwaltung
Der Landkreis Chiang Khwan ist in sechs Tambon („Unterbezirke“ oder „Gemeinden“) eingeteilt, die sich weiter in 66 Muban („Dörfer“) unterteilen.
| Nr. | Name         | Thai    | Muban | Einw. |
| --- | ------------ | ------- | ----- | ----- |
| 1.  | Chiang Khwan | เชียงขวัญ | 12    | 4.585 |
| 2.  | Phlapphla    | พลับพลา  | 11    | 4.799 |
| 3.  | Phra That    | พระธาตุ  | 08    | 2.611 |
| 4.  | Phra Chao    | พระเจ้า  | 12    | 4.663 |
| 5.  | Mu Mon       | หมูม้น    | 10    | 4.856 |
| 6.  | Ban Khueang  | บ้านเขือง | 13    | 6.253 |

### Lokalverwaltung
Es gibt eine Kommune mit „Kleinstadt“-Status (Thesaban Tambon) im Landkreis:
- Chiang Khwan (Thai: เทศบาลตำบลเชียงขวัญ) bestehend aus dem kompletten Tambon Chiang Khwan.

Außerdem gibt es fünf „Tambon-Verwaltungsorganisationen“ (องค์การบริหารส่วนตำบล – Tambon Administrative Organizations, TAO):
- Phlapphla (Thai: องค์การบริหารส่วนตำบลพลับพลา) bestehend aus dem kompletten Tambon Phlapphla.
- Phra That (Thai: องค์การบริหารส่วนตำบลพระธาตุ) bestehend aus dem kompletten Tambon Phra That.
- Phra Chao (Thai: องค์การบริหารส่วนตำบลพระเจ้า) bestehend aus dem kompletten Tambon Phra Chao.
- Mu Mon (Thai: องค์การบริหารส่วนตำบลหมูม้น) bestehend aus dem kompletten Tambon Mu Mon.
- Ban Khueang (Thai: องค์การบริหารส่วนตำบลบ้านเขือง) bestehend aus dem kompletten Tambon Ban Khueang.